# Pirosfejű íbisz
A pirosfejű íbisz (Pseudibis papillosa) a madarak (Aves) osztályának gödényalakúak (Pelecaniformes) rendjébe, ezen belül az íbiszfélék (Threskiornithidae) családjába és az íbiszformák (Threskiornithinae) alcsaládjába tartozó faj.

## Előfordulása
Dél-Ázsiában a következő országokban él: Pakisztán, India, Nepál, Banglades.
Leggyakoribb Indiában, ott helyenként elterjedt fészkelő.
A legtöbb vízparti íbisztől eltérően ez a faj inkább a száraz területeken honos.

## Megjelenése
Közepes méretű, fekete madár. Vállához közel fehér folt van testén. Lefelé hajló, fekete csőre van.

## Életmódja
Általában magányt kedvelő faj, de táplálékot többnyire párban vagy kisebb csoportban keres.
Rákokat, puhatestűeket és kis halakat keres a sekélyebb vizekben.

## Szaporodása
Fészkét fákra vagy bokrokra építi. Többnyire ragadozó madarak elhagyott fészkeit veszi át. 
Észak-Indiában márciustól októberig fészkel.

## Képek

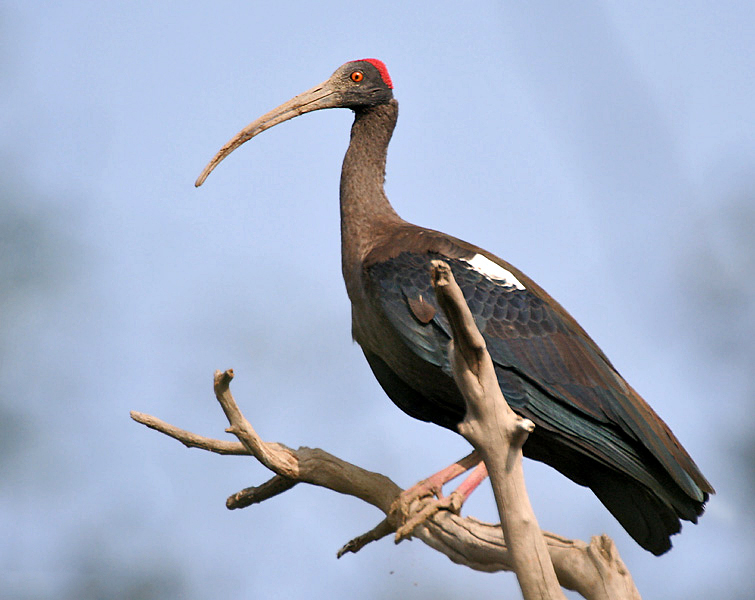
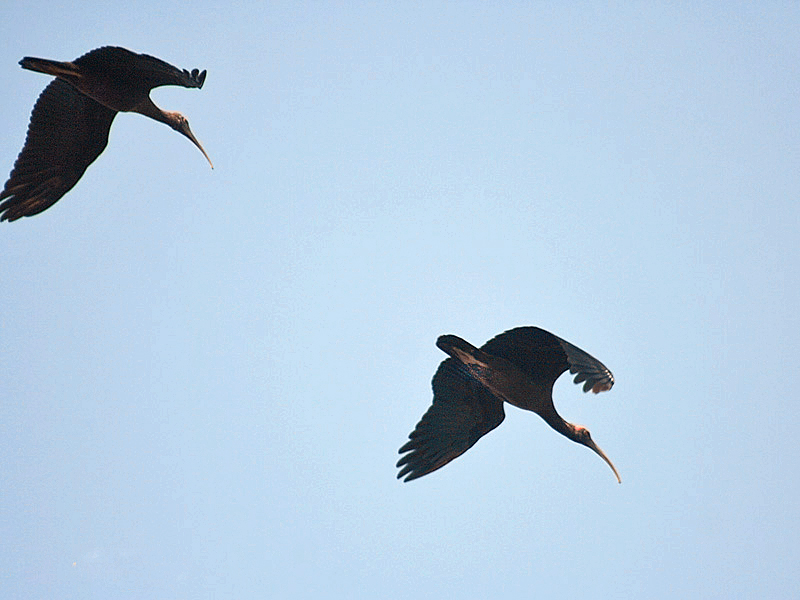
Röpképe